# Rbb 88.8
РББ 88.8 (нем. rbb 88.8) — немецкая радиопрограмма, 1-я (земельная, информационная, общественно-политическая и художественная) радиопрограмма в земле Германии Берлин (в 1953-1991 гг. — в её западной части), вещание по которой ведёт с 2003 года Радио Берлина и Бранденбурга, в 1953-2003 гг. — Радиостанция Свободного Берлина. С 1992 до 2019 года называлась "Радио Берлин 88,8" ("Radio Berlin 88,8"), с 1953 до 1992 года — "СФБ 1" ("SFB 1"). Включает в себя текущие новости от ведущих информационных агентств мира, сообщения и обращения от ведущих политических партий страны, комментарии ведущих политических обозревателей страны, интервью, а также в отличие от программы "Инфорадио" радиожурналы, радиофильмы и художественные радиопередачи (радиоспектакли и радиосериалы).

## Вещание
- Берлин — 88,8 МГц

## Хронология названия радиостанция
| Дата                        | Название          |
| --------------------------- | ----------------- |
| 1 июня 1954—31 декабря 1991 | SFB 1             |
| 1 января 1992—1998          | Berlin 88,8       |
| 1998—6 ноября 2005          | 88acht            |
| 7 ноября 2005—2019          | Radio Berlin 88,8 |
| 2019—настоящее время        | RBB 88.8          |